# Astragalus cephalanthus
Astragalus cephalanthus är en ärtväxtart som beskrevs av Dc. Astragalus cephalanthus ingår i släktet vedlar, och familjen ärtväxter. Inga underarter finns listade i Catalogue of Life.